# 黑鰭副鰍
黑鰭副鰍（學名：Paracobitis malapterura），為輻鰭魚綱鯉形目條鰍科副鰍屬的其中一種。分布於亞洲底格里斯河及幼發拉底河流域，體長可達12.6公分，棲息在河川底層水域，生活習性不明。

## 扩展阅读
維基物種上的相關：黑鰭副鰍